# Razak Omotoyossi
Razak Omotoyossi (Lagos, 8 ottobre 1985 – 19 agosto 2025) è stato un calciatore beninese, nato in Nigeria, di ruolo attaccante.

## Statistiche

### Cronologia presenze e reti in nazionale
| Cronologia completa delle presenze e delle reti in nazionale ― Benin | Cronologia completa delle presenze e delle reti in nazionale ― Benin | Cronologia completa delle presenze e delle reti in nazionale ― Benin | Cronologia completa delle presenze e delle reti in nazionale ― Benin | Cronologia completa delle presenze e delle reti in nazionale ― Benin | Cronologia completa delle presenze e delle reti in nazionale ― Benin | Cronologia completa delle presenze e delle reti in nazionale ― Benin | Cronologia completa delle presenze e delle reti in nazionale ― Benin |
| Data                                                                 | Città                                                                | In casa                                                              | Risultato                                                            | Ospiti                                                               | Competizione                                                         | Reti                                                                 | Note                                                                 |
| -------------------------------------------------------------------- | -------------------------------------------------------------------- | -------------------------------------------------------------------- | -------------------------------------------------------------------- | -------------------------------------------------------------------- | -------------------------------------------------------------------- | -------------------------------------------------------------------- | -------------------------------------------------------------------- |
| 3-9-2004                                                             | Tripoli                                                              | Libia                                                                | 4 – 1                                                                | Benin                                                                | Qual. Mondiali 2006                                                  | -                                                                    |                                                                      |
| 3-10-2004                                                            | Libreville                                                           | Gabon                                                                | 2 – 0                                                                | Benin                                                                | Amichevole                                                           | -                                                                    |                                                                      |
| 10-10-2004                                                           | Cotonou                                                              | Benin                                                                | 0 – 1                                                                | Costa d'Avorio                                                       | Qual. Mondiali 2006                                                  | -                                                                    |                                                                      |
| 27-3-2005                                                            | Abidjan                                                              | Costa d'Avorio                                                       | 3 – 0                                                                | Benin                                                                | Qual. Mondiali 2006                                                  | -                                                                    |                                                                      |
| 4-6-2005                                                             | Cotonou                                                              | Benin                                                                | 1 – 4                                                                | Camerun                                                              | Qual. Mondiali 2006                                                  | -                                                                    |                                                                      |
| 17-8-2005                                                            | Omdurman                                                             | Sudan                                                                | 1 – 0                                                                | Benin                                                                | Qual. Mondiali 2006                                                  | -                                                                    |                                                                      |
| 23-9-2005                                                            | Dubai                                                                | Emirati Arabi Uniti                                                  | 0 – 0                                                                | Benin                                                                | Amichevole                                                           | -                                                                    |                                                                      |
| 9-10-2005                                                            | Cotonou                                                              | Benin                                                                | 1 – 0                                                                | Libia                                                                | Qual. Mondiali 2006                                                  | -                                                                    |                                                                      |
| 3-9-2006                                                             | Lomé                                                                 | Togo                                                                 | 2 – 1                                                                | Benin                                                                | Qual. Coppa d'Africa 2008                                            | -                                                                    |                                                                      |
| 8-10-2006                                                            | Cotonou                                                              | Benin                                                                | 2 – 0                                                                | Sierra Leone                                                         | Qual. Coppa d'Africa 2008                                            | -                                                                    |                                                                      |
| 7-2-2007                                                             | Rouen                                                                | Benin                                                                | 1 – 2                                                                | Senegal                                                              | Amichevole                                                           | 1                                                                    |                                                                      |
| 25-3-2007                                                            | Bamako                                                               | Mali                                                                 | 1 – 1                                                                | Benin                                                                | Qual. Coppa d'Africa 2008                                            | -                                                                    |                                                                      |
| 3-6-2007                                                             | Cotonou                                                              | Benin                                                                | 0 – 0                                                                | Mali                                                                 | Qual. Coppa d'Africa 2008                                            | -                                                                    |                                                                      |
| 17-6-2007                                                            | Cotonou                                                              | Benin                                                                | 4 – 1                                                                | Togo                                                                 | Qual. Coppa d'Africa 2008                                            | 2                                                                    |                                                                      |
| 17-11-2007                                                           | Windhoek                                                             | Namibia                                                              | 0 – 1                                                                | Benin                                                                | Amichevole                                                           | -                                                                    |                                                                      |
| 21-11-2007                                                           | Accra                                                                | Ghana                                                                | 4 – 2                                                                | Benin                                                                | Amichevole                                                           | 1                                                                    |                                                                      |
| 16-1-2008                                                            | Ouagadougou                                                          | Burkina Faso                                                         | 2 – 1                                                                | Benin                                                                | Amichevole                                                           | -                                                                    |                                                                      |
| 21-1-2008                                                            | Sekondi-Takoradi                                                     | Mali                                                                 | 1 – 0                                                                | Benin                                                                | Coppa d'Africa 2008 - 1º turno                                       | -                                                                    |                                                                      |
| 25-1-2008                                                            | Sekondi-Takoradi                                                     | Costa d'Avorio                                                       | 4 – 1                                                                | Benin                                                                | Coppa d'Africa 2008 - 1º turno                                       | 1                                                                    |                                                                      |
| 29-1-2008                                                            | Sekondi-Takoradi                                                     | Nigeria                                                              | 2 – 0                                                                | Benin                                                                | Coppa d'Africa 2008 - 1º turno                                       | -                                                                    |                                                                      |
| 1-6-2008                                                             | Luanda                                                               | Angola                                                               | 3 – 0                                                                | Benin                                                                | Qual. Mondiali 2010                                                  | -                                                                    |                                                                      |
| 8-6-2008                                                             | Cotonou                                                              | Benin                                                                | 4 – 1                                                                | Uganda                                                               | Qual. Mondiali 2010                                                  | 2                                                                    |                                                                      |
| 14-6-2008                                                            | Niamey                                                               | Niger                                                                | 0 – 2                                                                | Benin                                                                | Qual. Mondiali 2010                                                  | 1                                                                    |                                                                      |
| 22-6-2008                                                            | Cotonou                                                              | Benin                                                                | 2 – 0                                                                | Niger                                                                | Qual. Mondiali 2010                                                  | -                                                                    |                                                                      |
| 20-8-2008                                                            | Rabat                                                                | Marocco                                                              | 3 – 1                                                                | Benin                                                                | Amichevole                                                           | 1                                                                    |                                                                      |
| 7-9-2008                                                             | Cotonou                                                              | Benin                                                                | 3 – 2                                                                | Angola                                                               | Qual. Mondiali 2010                                                  | 2                                                                    |                                                                      |
| 12-10-2008                                                           | Kampala                                                              | Uganda                                                               | 2 – 1                                                                | Benin                                                                | Qual. Mondiali 2010                                                  | 1                                                                    |                                                                      |
| 19-11-2008                                                           | Il Cairo                                                             | Egitto                                                               | 5 – 1                                                                | Benin                                                                | Amichevole                                                           | 1                                                                    |                                                                      |
| 11-2-2009                                                            | Blida                                                                | Algeria                                                              | 2 – 1                                                                | Benin                                                                | Amichevole                                                           | -                                                                    |                                                                      |
| 29-3-2009                                                            | Kumasi                                                               | Ghana                                                                | 1 – 0                                                                | Benin                                                                | Qual. Mondiali 2010                                                  | -                                                                    |                                                                      |
| 7-6-2009                                                             | Cotonou                                                              | Benin                                                                | 1 – 0                                                                | Sudan                                                                | Qual. Mondiali 2010                                                  | 1                                                                    |                                                                      |
| 6-9-2009                                                             | Cotonou                                                              | Benin                                                                | 1 – 1                                                                | Mali                                                                 | Qual. Mondiali 2010                                                  | -                                                                    |                                                                      |
| 11-10-2009                                                           | Cotonou                                                              | Benin                                                                | 1 – 0                                                                | Ghana                                                                | Qual. Mondiali 2010                                                  | -                                                                    |                                                                      |
| 14-11-2009                                                           | Khartoum                                                             | Sudan                                                                | 1 – 2                                                                | Benin                                                                | Qual. Mondiali 2010                                                  | -                                                                    |                                                                      |
| 6-1-2010                                                             | Tomé                                                                 | Benin                                                                | 1 – 0                                                                | Libia                                                                | Amichevole                                                           | -                                                                    |                                                                      |
| 12-1-2010                                                            | Benguela                                                             | Benin                                                                | 2 – 2                                                                | Mozambico                                                            | Coppa d'Africa 2010 - 1º turno                                       | 1                                                                    |                                                                      |
| 16-1-2010                                                            | Benguela                                                             | Nigeria                                                              | 1 – 0                                                                | Benin                                                                | Coppa d'Africa 2010 - 1º turno                                       | -                                                                    |                                                                      |
| 20-1-2010                                                            | Benguela                                                             | Egitto                                                               | 2 – 0                                                                | Benin                                                                | Coppa d'Africa 2010 - 1º turno                                       | -                                                                    |                                                                      |
| 5-9-2010                                                             | Cotonou                                                              | Benin                                                                | 1 – 1                                                                | Burundi                                                              | Qual. Coppa d'Africa 2012                                            | -                                                                    |                                                                      |
| 9-10-2010                                                            | Kigali                                                               | Ruanda                                                               | 0 – 3                                                                | Benin                                                                | Qual. Coppa d'Africa 2012                                            | 1                                                                    |                                                                      |
| 27-3-2011                                                            | Accra                                                                | Costa d'Avorio                                                       | 2 – 1                                                                | Benin                                                                | Qual. Coppa d'Africa 2012                                            | 1                                                                    |                                                                      |
| 5-6-2011                                                             | Cotonou                                                              | Benin                                                                | 2 – 6                                                                | Costa d'Avorio                                                       | Qual. Coppa d'Africa 2012                                            | -                                                                    |                                                                      |
| 29-2-2012                                                            | Addis Abeba                                                          | Etiopia                                                              | 0 – 0                                                                | Benin                                                                | Qual. Coppa d'Africa 2013                                            | -                                                                    |                                                                      |
| 26-5-2012                                                            | Ouagadougou                                                          | Burkina Faso                                                         | 2 – 2                                                                | Benin                                                                | Amichevole                                                           | -                                                                    |                                                                      |
| 3-6-2012                                                             | Cotonou                                                              | Benin                                                                | 1 – 0                                                                | Mali                                                                 | Qual. Mondiali 2014                                                  | 1                                                                    |                                                                      |
| 10-6-2012                                                            | Kigali                                                               | Ruanda                                                               | 1 – 1                                                                | Benin                                                                | Qual. Mondiali 2014                                                  | 1                                                                    |                                                                      |
| 17-6-2012                                                            | Cotonou                                                              | Benin                                                                | 1 – 1                                                                | Etiopia                                                              | Qual. Mondiali 2014                                                  | -                                                                    |                                                                      |
| 26-3-2013                                                            | Blida                                                                | Algeria                                                              | 3 – 1                                                                | Benin                                                                | Qual. Mondiali 2014                                                  | -                                                                    |                                                                      |
| 9-6-2013                                                             | Porto Novo                                                           | Benin                                                                | 1 – 3                                                                | Algeria                                                              | Qual. Mondiali 2014                                                  | -                                                                    |                                                                      |
| 16-6-2013                                                            | Bamako                                                               | Mali                                                                 | 2 – 2                                                                | Benin                                                                | Qual. Mondiali 2014                                                  | 1                                                                    |                                                                      |
| 8-9-2013                                                             | Cotonou                                                              | Benin                                                                | 2 – 0                                                                | Ruanda                                                               | Qual. Mondiali 2014                                                  | -                                                                    |                                                                      |
| 17-5-2014                                                            | Sao Tomé                                                             | São Tomé e Príncipe                                                  | 0 – 2                                                                | Benin                                                                | Qual. Coppa d'Africa 2015                                            | -                                                                    |                                                                      |
| 1-6-2014                                                             | Cotonou                                                              | Benin                                                                | 2 – 0                                                                | São Tomé e Príncipe                                                  | Qual. Coppa d'Africa 2015                                            | -                                                                    |                                                                      |
| 13-11-2014                                                           | Agadir                                                               | Marocco                                                              | 6 – 1                                                                | Benin                                                                | Amichevole                                                           | -                                                                    |                                                                      |
| 23-3-2016                                                            | Juba                                                                 | Sudan del Sud                                                        | 1 – 2                                                                | Benin                                                                | Qual. Coppa d'Africa 2017                                            | -                                                                    |                                                                      |
| Totale                                                               |                                                                      | Presenze                                                             | 56                                                                   |                                                                      | Reti                                                                 | 21                                                                   |                                                                      |

## Palmarès

### Club
- Campionato moldavo: 2

Sheriff Tiraspol: 2005-2006, 2006-2007
- Coppa di Moldavia: 1

Sheriff Tiraspol: 2005-2006
- Coppa d'Egitto: 1

Zamalek: 2012-2013

### Individuale
- Capocannoniere della Allsvenskan: 1

2007 (14 gol)